# Orthosia brucei
Orthosia brucei là một loài bướm đêm trong họ Noctuidae.